# Gelis hispanicus
Gelis hispanicus är en stekelart som beskrevs av Schwarz 2002. Gelis hispanicus ingår i släktet Gelis och familjen brokparasitsteklar. Inga underarter finns listade i Catalogue of Life.